# Michael Bell
Pour les articles homonymes, voir Bell.
Michael Bell est un acteur américain né le 10 avril 1938 à Brooklyn (New York). Actif dans le doublage, il a prêté sa voix de nombreuses fois, en anglais, pour le cinéma et les jeux vidéo, à des personnages virtuels et de films d'animation.

## Filmographie
- 1959 : The Great Van Robbery (en) de Max Varnel : Garfield
- 1959 : Le Pionnier de l'espace (First Man Into Space) de Robert Day : NM State Police
- 1959 : Cri d'angoisse (Subway in the Sky) de Muriel Box : G.I.
- 1960 : Too Young to Love de Muriel Box : Bit Part
- 1961 : V.D. de H. Haile Chace : Monk Monahan
- 1962 : Les Jetson (The Jetsons) (série télévisée) : (voix)
- 1963 : Héros de guerre (War Is Hell) de Burt Topper : Seldon
- 1967 : Thunder Alley de Richard Rush : Leroy
- 1967 : Le Point de non-retour (Point Blank) de John Boorman : Penthouse lobby guard #2
- 1968 : El Gringo (Blue) de Silvio Narizzano : Jim Benton
- 1969 : Then Came Bronson (en) (TV) : Petty
- 1970 : Airport de George Seaton : Bus Driver
- 1970 : A Clear and Present Danger (en) (TV) : Elliot Morse
- 1971 : Brother John de James Goldstone : Cleve
- 1971 : The Proud Rider de Walter Baczynsky : Éric
- 1971 : Enlèvement par procuration (See the Man Run) (TV) : Mike
- 1972 : Summer of '63 : Dr Monk Monahan (narrateur)
- 1972 : The Houndcats (en) (série télévisée) : Chef (voix)
- 1972 : The Barkleys (en) (série télévisée) (voix)
- 1972 : The Heist (TV) : John Cadiski
- 1973 : Speed Buggy (série télévisée) : Mark (voix)
- 1973 : The Bear Who Slept Through Christmas (en) (TV) : Honey Bear (voix)
- 1974 : Devlin (en) (série télévisée) : Ernie Devlin (voix)
- 1974 : La Loi (The Law) (TV) : Cliff Wilson
- 1977 : Police Story: The Broken Badge (TV)
- 1977 : Le Toboggan de la mort (Rollercoaster) de James Goldstone : Demerest
- 1977 : The All-New Super Friends Hour (en) (série télévisée) : Wonder Twin Zan (voix)
- 1977 : CB Bears (en) (série télévisée) : Chief (voix)
- 1978 : Kiss contre les fantômes (Kiss meet the Phantom of the Park) : Peter Criss (voix)
- 1978 : The Bungle Brothers (série télévisée) : George (voix)
- 1978 : The President's Mistress (en) (TV) : Bradley
- 1978 : Go West, Young Girl (TV) : Nestor
- 1978 : The Puppy Who Wanted a Boy (TV) : Duke / Dash (voix)
- 1978 : La Malédiction de la panthère rose (Revenge of the Pink Panther) de Blake Edwards : Voix de Claude Russo
- 1978 : Challenge of the SuperFriends (en) (série télévisée) : Riddler (voix)
- 1978 : Tarzan and the Super 7 (série télévisée) : Merlin / Sinbad / Super Samurai (voix)
- 1979 : The Plastic Man Comedy/Adventure Show (série télévisée) : Plastic Man (voix)
- 1979 : Scooby-Doo et Scrappy-Doo (Scooby-Doo and Scrappy-Doo) (série télévisée) : (voix)
- 1979 : The World's Greatest SuperFriends (série télévisée) : Zan / Gleek (voix)
- 1979 : Scooby-Doo Goes Hollywood (TV) : Jesse Rotten / V.P. Jackie Carlson (voix)
- 1980 : Scruffy : Butch (voix)
- 1980 : Les nanas jouent et gagnent (How to Beat the High Co$t of Living) de Robert Scheerer : Tom
- 1980 : Dallas (Dallas) (série télévisée) : Les Crowley (1980-1981)
- 1981 : Space Stars (série télévisée) : Space Ace (voix)
- 1981 : Spider-Man et ses amis exceptionnels (Spider-Man and His Amazing Friends) (série télévisée) : Dr Octopus (voix)
- 1981 : The Kwicky Koala Show (série télévisée) (voix)
- 1982 : The Scooby and Scrappy-Doo Puppy Hour (série télévisée) : Duke / Dash (voix)
- 1982 : Tentez votre chance (Take Your Best Shot) (TV) : Phil
- 1982 : Les Malheurs de Heidi (Heidi's Song) de Robert Taylor : Willie (voix)
- 1982 : Les Schtroumpfs (Smurfs) (série télévisée) : Grouchy Smurf / Handy Smurf / Lazy Smurf / Johan (1982-1990) (voix)
- 1983 : Rubik, the Amazing Cube (série télévisée) : Reynaldo Rodriguez (voix)
- 1983 : Les Maîtres de l'univers (He-Man and the Masters of the Universe) (série télévisée) : (voix)
- 1983 : The Puppy's Further Adventures (série télévisée) : Duke / Dash (voix)
- 1983 : G.I. Joe: A Real American Hero (feuilleton TV) : Clutch, Duke, Major Bludd, Dr Vandermeer (voix)
- 1983 : Mister T. (série télévisée) (voix)
- 1984 : Voltron (Voltron: Defender of the Universe) (série télévisée) : Lance / Sven (voix)
- 1984 : Le Défi des Gobots (Challenge of the GoBots) (série télévisée) : (voix)
- 1984 : SuperFriends: The Legendary Super Powers Show (en) (série télévisée) : Zan / Gleek (voix)
- 1984 : G.I. Joe: The Revenge of Cobra (TV) : Blowtorch, Clutch, Duke, Major Bludd, Scrap Iron (voix)
- 1984 : Les Snorky (Snorks) (série télévisée) : Allstar Seaworthy (voix)
- 1984 : Les enquêtes de Remington Steele (Saison 3 épisode 20)
- 1984 : Transformers (série télévisée) : Bombshell / Brainstorm / First Aid / Prowl / Scrapper / Swoop / Sideswipe / Gort (voix)
- 1985 : Galtar et la Lance d'or (série télévisée) : (voix)
- 1985 : David and Goliath (vidéo) (voix)
- 1985 : The Bollo Caper (TV) : Bollo (voix)
- 1985 : Robotix (série télévisée) : Kontor, Lupus, Traxis, Venturak (voix)
- 1985 : Robotix (vidéo) (voix)
- 1985 : The Little Troll Prince (TV) : Ribo the Fat Troll, Krill the Prosecuting Attorney (voix)
- 1986 : Voltron: Fleet of Doom (en) (vidéo) : Lance (voix)
- 1986 : Star Fairies (série télévisée) : Freddy Flawless / Frump / Spectre (voix)
- 1986 : InHumanoids: The Movie : Edward « Eddie » Augutter / Blackthorne Shore (voix)
- 1986 : InHumanoids (série télévisée) : Auger / Eddie Augutter / Blackthorne Shore (voix)
- 1986 : GoBots: War of the Rock Lords : Slimestone / Granite / Narligator (voix)
- 1986 : The Centurions (série télévisée) : John Thunder (voix)
- 1986 : Rambo (série télévisée) : (voix)
- 1986 : Mon petit poney (My Little Pony: The Movie) : Grundle (voix)
- 1986 : La Guerre des robots (The Transformers: The Movie) de Shin Nelson : Prowl / Scrapper / Swoop / Junkion (voix)
- 1986 : G.I. Joe: Arise, Serpentor, Arise! (TV) : Duke / Lift Ticket / Scrap-Iron / Xamot (voix)
- 1987 : G.I. Joe: The Movie (vidéo) : Duke / Xamot / Blowtorch / Lift Ticket (voix)
- 1987 : Spiral Zone (série télévisée) : Hiro Taka
- 1987 : Sab-Rider le chevalier au sabre (Saber Rider and the Star Sheriffs) (série télévisée)
- 1987 : Jonny Quest (série télévisée) : (voix)
- 1988 : Lea Press on Limbs (voix)
- 1988 : Scooby-Doo : Agence Toutou Risques (A Pup Named Scooby-Doo) (série télévisée) : (voix)
- 1989 : Betty Boop's Hollywood Mystery (en) (voix)
- 1989 : Pryde of the X-Men (TV) : Cyclops (Scott Summers) / (voix)
- 1989 : Little Nemo: Adventures in Slumberland : Oompy (voix)
- 1990 : Les Jetson : le film (Jetsons: The Movie) : (voix)
- 1990 : Capitaine Planète (Captain Planet and the Planeteers) (série télévisée) : Drossler Chemical Representative, Radio Dispatcher, Yuri (voix)
- 1991 : A Wish for Wings That Work (en) (TV) : Opus (voix)
- 1991 : Frankenstein Meets the Chipmunks (TV) : Dr Frankenstein (voix)
- 1992 : Des Souris à la Maison Blanche (Capitol Critters) (série télévisée) : (voix)
- 1992 : Porco rosso (Kurenai no buta) : (voix)
- 1992 : Tom et Jerry: Le film (Tom and Jerry: The Movie) : Ferdinand / Straycatcher (voix)
- 1993 : I Yabba-Dabba Do! (TV) : (voix)
- 1993 : Bonkers (série télévisée) : The Collector / (voix)
- 1993 : Hollyrock-a-Bye Baby (TV) : Mr. Pyrite (voix)
- 1994 : Star Trek Deep Space Nine (TV) : Borum
- 1994 : Aladdin (série télévisée) : Aziz (voix)
- 1996 : Space Mutts (série télévisée) : Space Ace (voix)
- 1996 : L'Incroyable Voyage 2 : À San Francisco (Homeward Bound II: Lost in San Francisco) de David Richard Ellis : Stokey (voix)
- 1996 : A Thin Line Between Love and Hate (en) : Marvis
- 1996 : Les Stupides (The Stupids) de John Landis : Xylophone & Kitty (voix)
- 1997 : Les Razmoket (vidéo) : Charles « Chas » Finster Sr. / Drew Pickles
- 1998 : Voltron: The Third Dimension (en) (série télévisée) : Coran / Lance (voix)
- 1998 : Les Razmoket, le film (The Rugrats Movie) de Norton Virgien et Igor Kovaljov : Chas Finster / Drew Pickles / Grandpa Boris (voix)
- 1999 : Alvin et les Chipmunks contre Frankenstein (Alvin and the Chipmunks Meet Frankenstein) (vidéo) : Dr Frankenstein
- 2000 : Dropping Out de Mark Osborne : Homeless Man
- 2000 : Les Razmokets à Paris - Le film (Rugrats in Paris: The Movie - Rugrats II) : Drew Pickles / Chas Finster (voix)
- 2001 : The Rugrats: All Growed Up (TV) : Drew Pickles / Charles « Chas » Finster Sr.
- 2001 : Mon copain Mac, héros des étoiles (Race to Space) de Sean McNamara: Chimp Sounds
- 2003 : Family Tree : Gas Station Attendant
- 2003 : Les Razmoket rencontrent les Delajungle (Rugrats Go Wild!) : Drew Pickles / Chas Finster (voix)
- 2003 : Les Razbitume (All Grown Up) (série télévisée) : Chazz Finster, Drew Pickles, Boris (voix)
- 2004 : Detroit Docona (série télévisée) : Ahn Docona (voix)
- 2004 : Scooby-Doo et le monstre du Loch Ness (Scooby-Doo and the Loch Ness Monster) (vidéo) : Duncan MacGubbin / Mcintyre (voix)
- 2004 : Famille à louer (Surviving Christmas) de Mike Mitchell : Christmas Present
- 2004 : Bob l'éponge, le film (The SpongeBob SquarePants Movie) : Fisherman
- 2005 : It Waits : Voix de Hoppy
- 2006 : Gamers : narrateur

Notons aussi les voix originales de Raziel et Melchiah dans les jeux vidéo Legacy of Kain.